# M. Maryan
M. Maryan, es un seudónimo de Marie Rosalie Virginie Cadiou Deschard (Brest, 21 de diciembre de 1847 - Ídem, 28 de enero de 1927) fue una prolífica escritora francesa de un centenar de novelas románticas y otras obras. También utilizó los nombres de Marie Cadiou y Marie Deschard.

## Obra

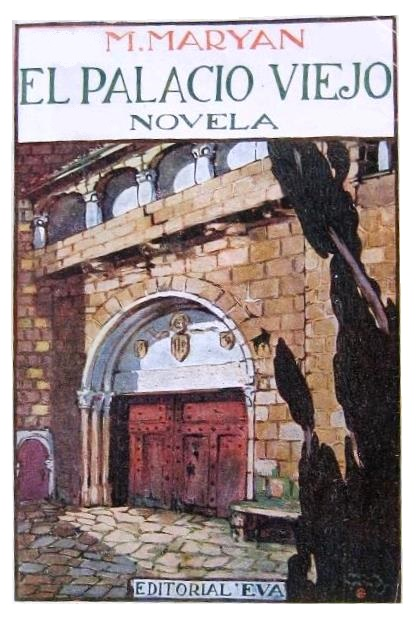
El palacio viejo, ilustrado por Máximo Ramos.

## Biografía
Marie Rosalie Virginie Cadiou nació el 21 de diciembre de 1847 en Brest, Francia. Su hermano Paul Cadiou también fue escritor. Se casó con Charles-Albert Deschard (1836-1919), comisionado naval, y tuvieron seis hijos: Albert , Marthe, Marie, Paul, André y Pierre Deschard. Aunque trabajó principalmente en París, continuó muy vinculada a su ciudad natal realizando actividades de caridad, y falleció allí el 28 de enero de 1927 a los 79 años.

## Obra[1]
- Amor atormentado
- Anne Du Valmoët
- Annie
- Caminos de amor
- Clementina de la Fresnaye
- Dionisia
- El brillante azul
- El dominio de Plearn
- El eco del pasado
- El error de Isabel
- El misterio de Kerhir
- El palacio de Le Tellemont
- El palacio viejo
- El plan de la condesa
- El rescate
- El secreto del marido
- Errores del corazón
- Fiel compañera
- Gemelas
- Guénola
- Intransigencia de antaño
- Iris de paz
- La casa abandonada
- La casa de los solteros
- La casa sin puerta
- La corte de las damas
- La dote de Nicoleta
- La gran ley
- Las hijas de la señora Aymerel
- La misión de Josefina
- La novela de un médico
- La prima Lucía
- La rosa azul
- La señorita de Kervallez
- La sobrina del Vizconde
- La sortija de Ópalo
- Los ensueños de Marta
- Los herederos de Pendallynn
- Los millones de Hervea
- Los tutores de Mérée
- Marcia de Laubly
- Matrimonio civil
- Mientras florezcan los rosales
- Misión cumplida
- Novela de otoño
- Orgullo de casta
- Otra vez la felicidad
- Pequeña Reina
- Primavera
- Reconquistada
- Sol
- Tres tulipanes blancos
- Tres tulipanes negros
- Un matrimonio de conveniencia
- Un nombre
- Una barrera invisible
- Una deuda de honor
- Una promesa